# Lübben (Spreewald)
Lübben (Spreewald), in basso sorabo Lubin (Błota), è una città tedesca di 13 967 abitanti, nel Land del Brandeburgo.
È capoluogo del circondario di Dahme-Spreewald.

## Storia
Il 20 settembre 1993 vennero annessi alla città di Lübben i comuni di Hartmannsdorf, Lubolz e Radensdorf.

## Società

### Evoluzione demografica
- Sviluppo della popolazione dal 1875 entro gli attuali confini (Linea Blu: Popolazione; Linea puntata: Confronto dello sviluppo della popolazione dello stato del Brandenburgo; Sfondo grigio: Ai tempi del governo nazista; Sfondo rosso: Al tempo del governo comunista)
- Sviluppo recente della popolazione (Linea blu) e previsioni

| Anno | Abitanti |
| ---- | -------- |
| 1875 | 9 168    |
| 1890 | 10 140   |
| 1910 | 12 370   |
| 1925 | 11 992   |
| 1933 | 12 018   |
| 1939 | 12 337   |
| 1946 | 12 726   |
| 1950 | 12 245   |
| 1964 | 14 717   |
| 1971 | 15 274   |
| 1981 | 15 727   |

| Anno | Abitanti |
| ---- | -------- |
| 1985 | 15 829   |
| 1989 | 15 712   |
| 1990 | 15 495   |
| 1991 | 15 257   |
| 1992 | 15 262   |
| 1993 | 15 139   |
| 1994 | 15 202   |
| 1995 | 15 091   |
| 1996 | 15 070   |
| 1997 | 15 054   |

| Anno | Abitanti |
| ---- | -------- |
| 1998 | 14 998   |
| 1999 | 15 095   |
| 2000 | 15 025   |
| 2001 | 14 845   |
| 2002 | 14 897   |
| 2003 | 14 807   |
| 2004 | 14 751   |
| 2005 | 14 627   |
| 2006 | 14 557   |
| 2007 | 14 346   |

| Anno | Abitanti |
| ---- | -------- |
| 2008 | 14 250   |
| 2009 | 14 179   |
| 2010 | 14 122   |
| 2011 | 13 869   |
| 2012 | 13 815   |
| 2013 | 13 707   |
| 2014 | 13 672   |
| 2015 | 13 824   |
| 2016 | 13 861   |
| 2017 | 13 964   |

| Anno | Abitanti |
| ---- | -------- |
| 2018 | 14 024   |
| 2019 | 14 022   |
| 2020 | 14 036   |

Fonti dei dati sono nel dettaglio nelle Wikimedia Commons..

## Geografia antropica
Appartengono alla città di Lübben le frazioni (Ortsteil) di Hartmannsdorf, Lubolz, Neuendorf, Radensdorf, Steinkirchen e Treppendorf.

## Amministrazione

### Gemellaggi
Lübben è gemellata con:
- Neunkirchen, dal 1986[7]
- Wolsztyn, dal 1993[8]